# Lotus 72
El Lotus 72 fue un monoplaza de Fórmula 1 diseñado por Colin Chapman y Maurice Philippe de Team Lotus para la temporada 1970.

## Historia

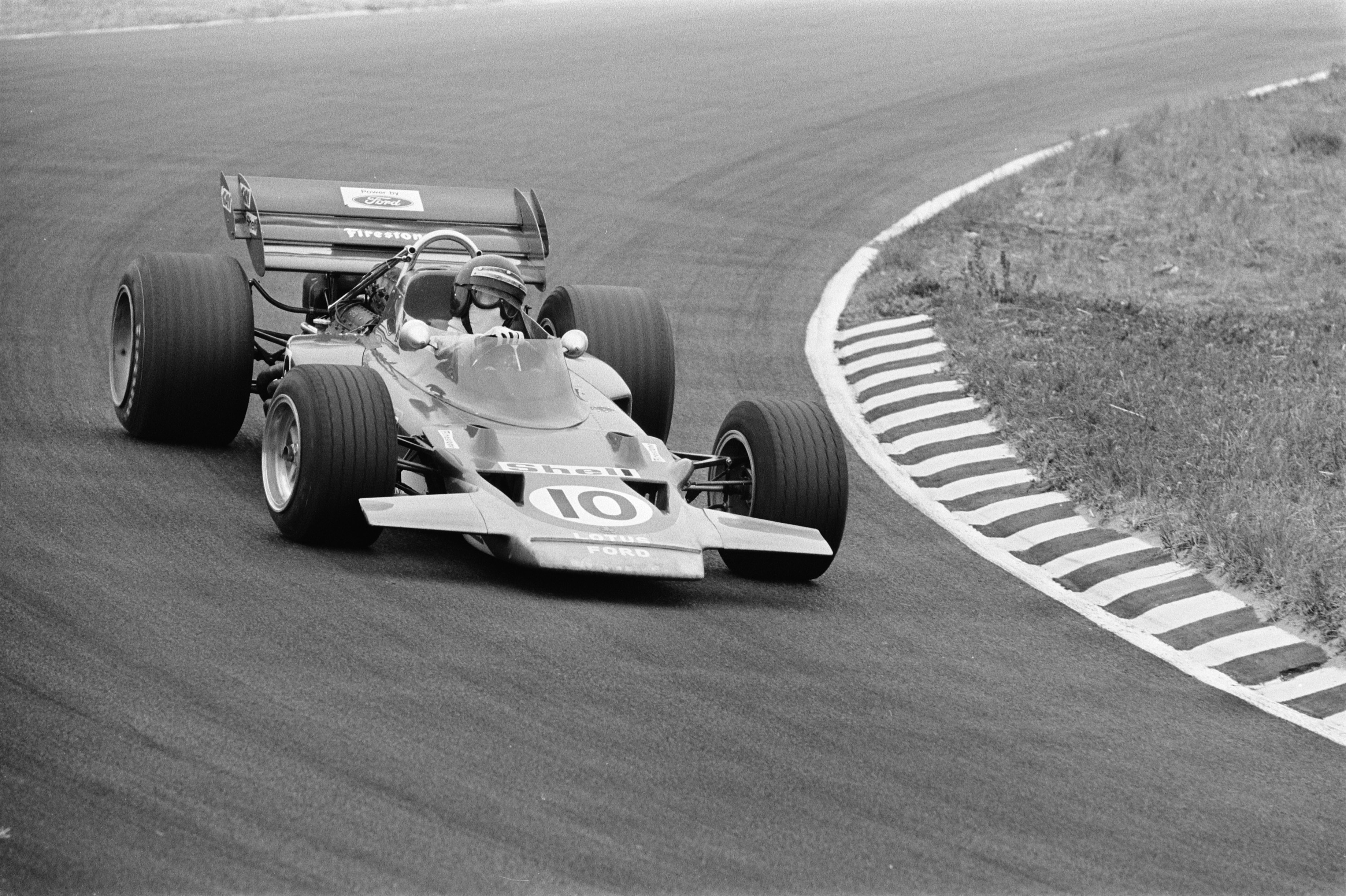
Jochen Rindt en el Gran Premio de los Países Bajos de 1970.

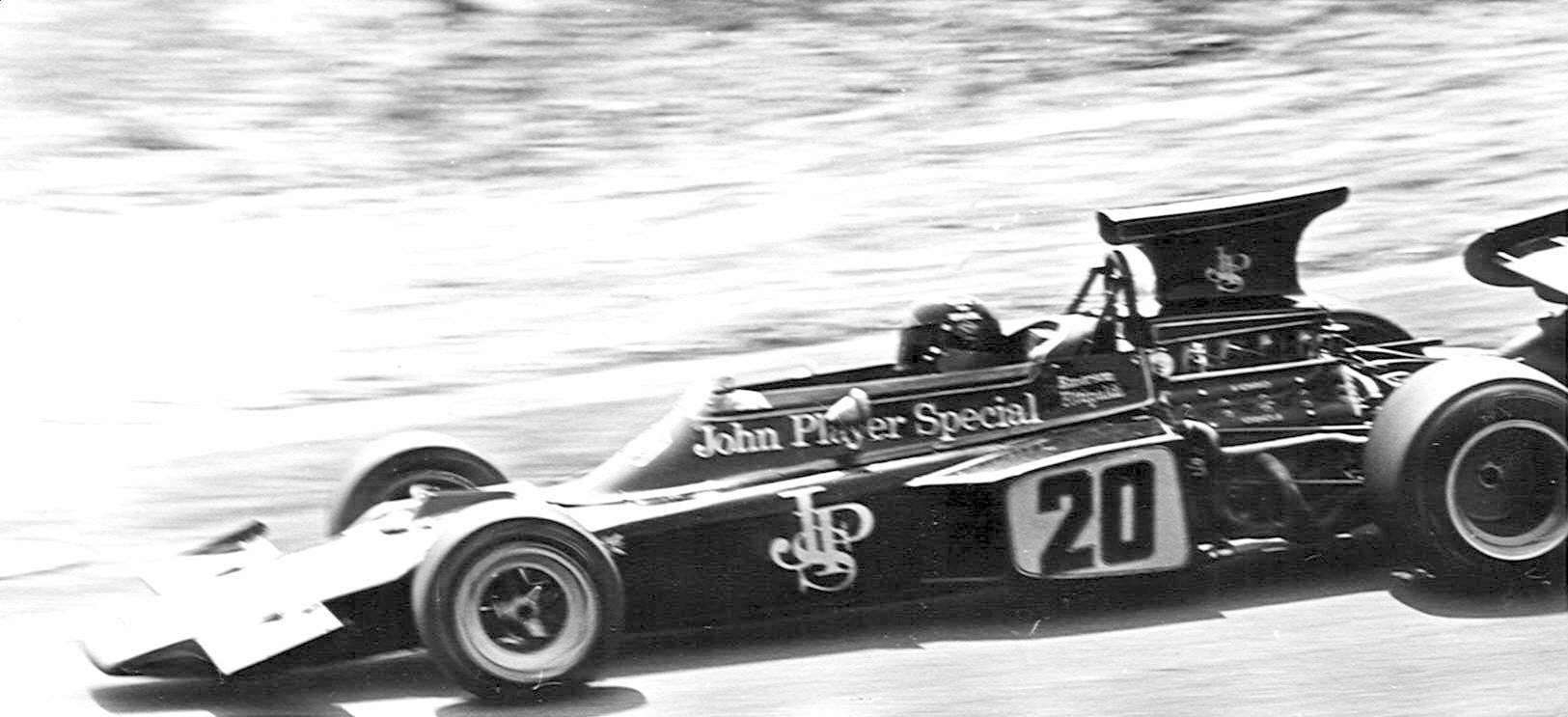
Fittipaldi conduciendo el Lotus 72D en el Gran Premio de Austria de 1972.

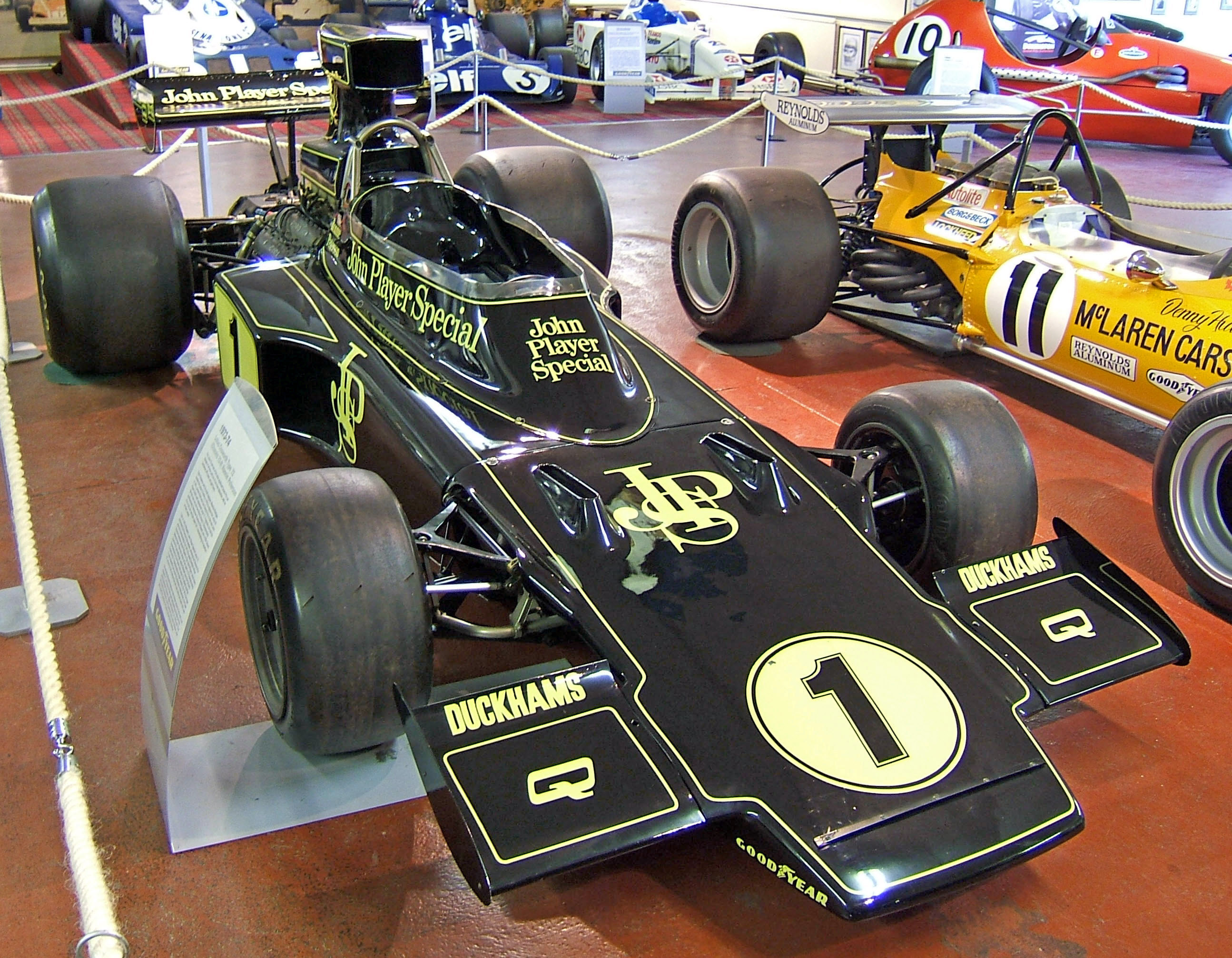
Lotus 72E, ex-monoplaza de Ronnie Peterson.

El coche fue introducido a mitad de la temporada 1970, conducido por Jochen Rindt y John Miles. El austríaco hizo que el monoplaza tuviera éxito, ganando el Gran Premio de los Países Bajos, Francia, Gran Bretaña y Alemania en rápida sucesión. Es casi seguro que Rindt va a ganar el Campeonato Mundial, pero murió en un choque durante la clasificación del Gran Premio de Italia, conduciendo el 72 con sus alas retiradas. Su reemplazo, Emerson Fittipaldi, ganó el Gran Premio de los Estados Unidos, ayudando a Rindt a convertirse en el único Campeón Mundial póstumo en Fórmula 1. Los puntos combinados del austríaco y el brasileño para la temporada ayudaron a Lotus a su cuarto Campeonato de Constructores.
El coche fue desarrollado en 1971 por Tony Rudd, quien había trabajado anteriormente en BRM. Trabajó especialmente en el rediseño de la suspensión trasera y modificó el alerón trasero para producir más carga aerodinámica. Fittipaldi tuvo problemas durante la temporada, pero obtuvo buenos resultados y terminó sexto, mientras que la temporada siguiente fue mucho mejor. El trabajo de desarrollo realizado tras bastidores lo ayudó a convertirse en el campeón Mundial más joven de la historia de la Fórmula 1 en 1972, al ganar cinco carreras con el 72, mientras que Lotus nuevamente ganó el Campeonato de Constructores. El monoplaza lucía un impresionante esquema de negro y oro; Imperial Tobacco había introducido una nueva marca y decidió aumentar la exposición y proporcionar más fondos al equipo como parte del acuerdo. Ahora estaba patrocinado por tabacalera John Player Special.
La temporada 1973 vio nuevas reglas introducidas para aumentar la seguridad del coche. Esto incluía la estructura deformable obligatoria que se construirá en los costados de los monoplazas, lo que hace que el 72 se actualice aún más con sidepods integrados, chasis más grande y montajes de alas nuevos. Fittipaldi se unió en 1973 por el sueco Ronnie Peterson. Peterson se enamoró de los 72. En su primera temporada con Lotus, Peterson ganó cuatro carreras, mientras que el brasileño ganó tres, pero una serie de retiradas ayudaron a Jackie Stewart a arrebatarles el Campeonato de Pilotos, aunque la gran cantidad de puntos acumulada por sus dos pilotos ayudó a Lotus a mantener el Campeonato de Constructores. Fittipaldi se fue a McLaren en 1974, para conducir un coche estrechamente basado en el 72, el McLaren M23.
Esto dejó a Peterson como líder del equipo, mientras que Jacky Ickx se unió al equipo para asociarse con él. El 72 iba a ser reemplazado por el Lotus 76, destinado a ser una versión más ligera que los 72, pero la tecnología del monoplaza demostró ser demasiado ambiciosa y el proyecto fracasó. Lotus recurrió a los venerables 72 para la temporada 1974. Una nueva actualización del coche, aumentando la vía delantera y trasera, lo mantuvo competitivo. El sueco ganó otras tres carreras y desafió para el campeonato en una temporada muy disputada, hábilmente apoyada por el belga, quien obtuvo sólidas actuaciones y anotó varios podios. El ahora envejecido 72 hizo notablemente bien para un diseño de cuatro años, terminando cuarto en el Campeonato de Constructores, pero en 1975, sin un chasis de reemplazo, el 72 fue nuevamente presionado para entrar en servicio. Por ahora era obvio que el coche, incluso con modificaciones adicionales incluyendo una pista más ancha y suspensión rediseñada, no era rival para el nuevo Ferrari 312T, que se llevó el título, o incluso el último Brabham BT44 y Lotus terminó sexto en el Campeonato de Constructores.
Después de 20 victorias, dos Campeonatos de Pilotos y tres de Constructores, el 72 fue retirado para la temporada 1976 y reemplazado por el Lotus 77.

## Resultados

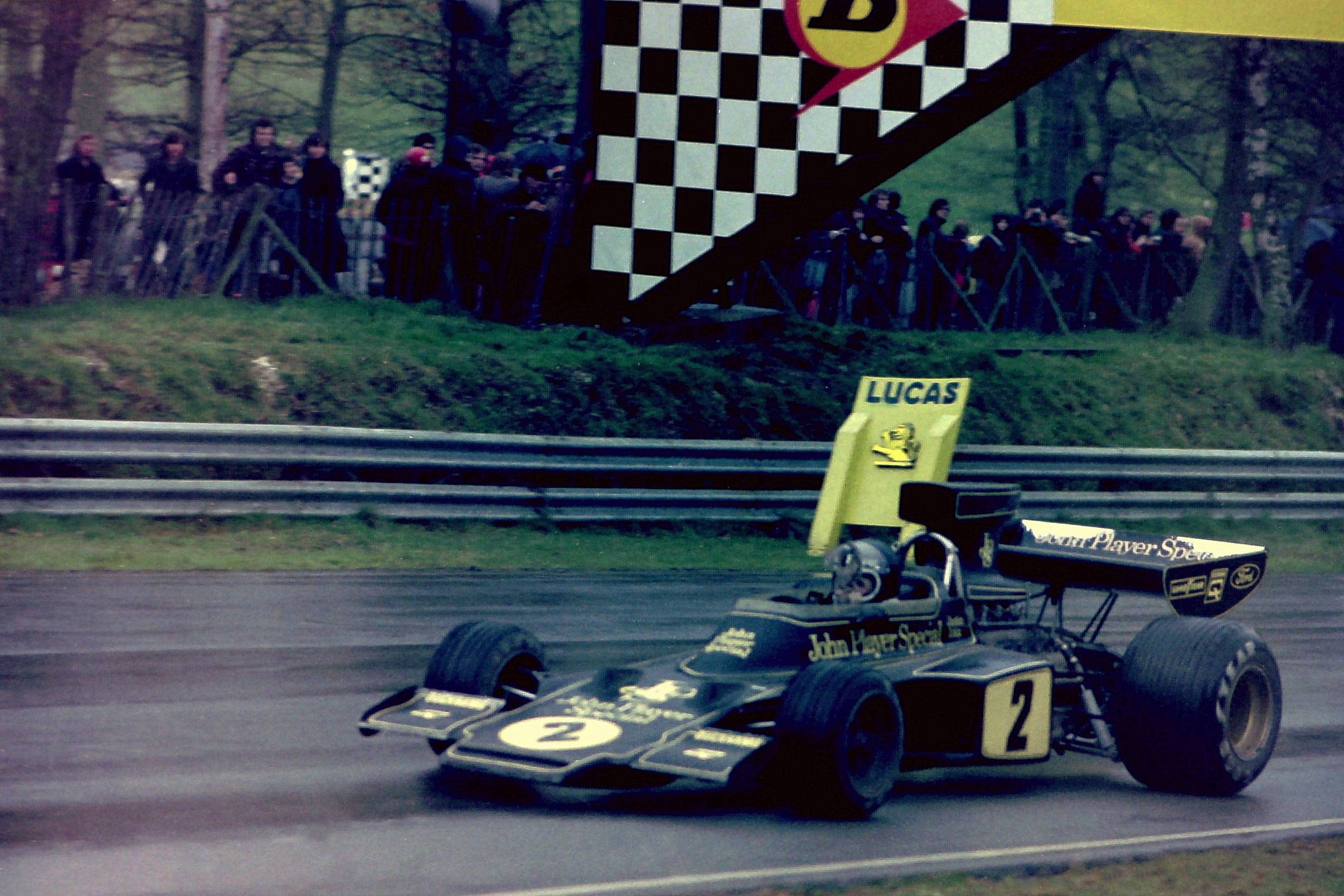
Jacky Ickx conduciendo el Lotus 72E.

### Fórmula 1
(Clave) (negrita indica pole position) (cursiva indica vuelta rápida)

| Año     | Chasis     | Equipo                        | Motor                    | Neu. | Pilotos            | 1   | 2   | 3   | 4   | 5   | 6   | 7   | 8   | 9   | 10  | 11  | 12  | 13  | 14  | 15  | Puntos  | Pos. |
| ------- | ---------- | ----------------------------- | ------------------------ | ---- | ------------------ | --- | --- | --- | --- | --- | --- | --- | --- | --- | --- | --- | --- | --- | --- | --- | ------- | ---- |
| 1970    |            |                               |                          |      |                    | RSA | ESP | MON | BEL | NED | FRA | GBR | GER | AUT | ITA | CAN | USA | MEX |     |     | 591     | 1º1  |
| 1970    | 72 72B 72C | Gold Leaf Team Lotus          | Ford Cosworth DFV 3.0 V8 | F    | Jochen Rindt       |     | Ret |     |     | 1   | 1   | 1   | 1   | Ret | DNS |     |     |     |     |     | 591     | 1º1  |
| 1970    | 72 72B 72C | Gold Leaf Team Lotus          | Ford Cosworth DFV 3.0 V8 | F    | John Miles         |     | DNQ |     | Ret | 7   | 8   | Ret | Ret | Ret | DNS |     |     |     |     |     | 591     | 1º1  |
| 1970    | 72 72B 72C | Gold Leaf Team Lotus          | Ford Cosworth DFV 3.0 V8 | F    | Emerson Fittipaldi |     |     |     |     |     |     |     |     |     | DNS |     | 1   | Ret |     |     | 591     | 1º1  |
| 1970    | 72 72B 72C | Gold Leaf Team Lotus          | Ford Cosworth DFV 3.0 V8 | F    | Reine Wisell       |     |     |     |     |     |     |     |     |     |     |     | 3   | NC  |     |     | 591     | 1º1  |
| 1970    | 72 72B 72C | Brooke Bond Oxo Racing        | Ford Cosworth DFV 3.0 V8 | F    | Graham Hill        |     |     |     |     |     |     |     |     |     | DNS | NC  | Ret | Ret |     |     | 591     | 1º1  |
| 1970    | 72 72B 72C | World Wide Racing             | Ford Cosworth DFV 3.0 V8 | F    | Alex Soler-Roig    |     |     |     | DNQ |     |     |     |     |     |     |     |     |     |     |     | 591     | 1º1  |
| 1971    |            |                               |                          |      |                    | RSA | ESP | MON | NED | FRA | GBR | GER | AUT | ITA | CAN | USA |     |     |     |     | 21      | 5º   |
| 1971    | 72C 72D    | Gold Leaf Team Lotus          | Ford Cosworth DFV 3.0 V8 | F    | Emerson Fittipaldi | Ret | Ret | 5   |     | 3   | 3   | Ret | 2   |     | 7   | NC  |     |     |     |     | 21      | 5º   |
| 1971    | 72C 72D    | Gold Leaf Team Lotus          | Ford Cosworth DFV 3.0 V8 | F    | Reine Wisell       | 4   | NC  | Ret | DSQ | 6   |     | 8   | 4   |     | 5   | Ret |     |     |     |     | 21      | 5º   |
| 1971    | 72C 72D    | Gold Leaf Team Lotus          | Ford Cosworth DFV 3.0 V8 | F    | Dave Charlton      |     |     |     | DNS |     | Ret |     |     |     |     |     |     |     |     |     | 21      | 5º   |
| 1972    |            |                               |                          |      |                    | ARG | RSA | ESP | MON | BEL | FRA | GBR | GER | AUT | ITA | CAN | USA |     |     |     | 61      | 1º   |
| 1972    | 72D        | Gold Leaf Team Lotus          | Ford Cosworth DFV 3.0 V8 | F    | Emerson Fittipaldi | Ret | 2   | 1   | 3   | 1   | 2   | 1   | Ret | 1   | 1   | 11  | Ret |     |     |     | 61      | 1º   |
| 1972    | 72D        | Gold Leaf Team Lotus          | Ford Cosworth DFV 3.0 V8 | F    | David Walker       | DSQ | 10  | 9   | 14  | 14  | 18  | Ret | Ret | Ret |     |     | Ret |     |     |     | 61      | 1º   |
| 1972    | 72D        | Gold Leaf Team Lotus          | Ford Cosworth DFV 3.0 V8 | F    | Tony Trimmer       |     |     |     |     |     |     | DNP |     |     |     |     |     |     |     |     | 61      | 1º   |
| 1972    | 72D        | Gold Leaf Team Lotus          | Ford Cosworth DFV 3.0 V8 | F    | Reine Wisell       |     |     |     |     |     |     |     |     |     |     | Ret | 10  |     |     |     | 61      | 1º   |
| 1972    | 72D        | Scribante Lucky Strike Racing | Ford Cosworth DFV 3.0 V8 | F    | Dave Charlton      |     | Ret |     |     |     | DNQ | Ret | Ret |     |     |     |     |     |     |     | 61      | 1º   |
| 1973    |            |                               |                          |      |                    | ARG | BRA | RSA | ESP | BEL | MON | SUE | FRA | GBR | NED | GER | AUT | ITA | CAN | USA | 92 (96) | 1º   |
| 1973    | 72D 72E    | Gold Leaf Team Lotus          | Ford Cosworth DFV 3.0 V8 | G    | Emerson Fittipaldi | 1   | 1   | 3   | 1   | 3   | 2   | 12  | Ret | Ret | Ret | 6   | Ret | 2   | 2   | 6   | 92 (96) | 1º   |
| 1973    | 72D 72E    | Gold Leaf Team Lotus          | Ford Cosworth DFV 3.0 V8 | G    | Ronnie Peterson    | Ret | Ret | 11  | Ret | Ret | 3   | 2   | 1   | 2   | 11  | Ret | 1   | 1   | Ret | 1   | 92 (96) | 1º   |
| 1973    | 72D 72E    | Scribante Lucky Strike Racing | Ford Cosworth DFV 3.0 V8 | G    | Dave Charlton      |     |     | Ret |     |     |     |     |     |     |     |     |     |     |     |     | 92 (96) | 1º   |
| 1974    |            |                               |                          |      |                    | ARG | BRA | RSA | ESP | BEL | MON | SUE | NED | FRA | GBR | GER | AUT | ITA | CAN | USA | 422     | 4º2  |
| 1974    | 72E        | Gold Leaf Team Lotus          | Ford Cosworth DFV 3.0 V8 | G    | Ronnie Peterson    | 13  | 6   |     |     |     | 1   | Ret | 8   | 1   | 10  |     | Ret | 1   | 3   | Ret | 422     | 4º2  |
| 1974    | 72E        | Gold Leaf Team Lotus          | Ford Cosworth DFV 3.0 V8 | G    | Jacky Ickx         | Ret | 3   |     |     |     | Ret | Ret | 11  | 5   | 3   | 5   |     |     | 13  | Ret | 422     | 4º2  |
| 1974    | 72E        | Team Gunston                  | Ford Cosworth DFV 3.0 V8 | F    | Paddy Driver       |     |     | Ret |     |     |     |     |     |     |     |     |     |     |     |     | 422     | 4º2  |
| 1974    | 72E        | Team Gunston                  | Ford Cosworth DFV 3.0 V8 | F    | Ian Scheckter      |     |     | 13  |     |     |     |     |     |     |     |     |     |     |     |     | 422     | 4º2  |
| 1975    |            |                               |                          |      |                    | ARG | BRA | RSA | ESP | MON | BEL | SUE | NED | FRA | GBR | GER | AUT | ITA | USA |     | 9       | 7º   |
| 1975    | 72E 72F    | Gold Leaf Team Lotus          | Ford Cosworth DFV 3.0 V8 | G    | Ronnie Peterson    | Ret | 15  | 10  | Ret | 4   | Ret | 9   | 15  | 10  | Ret | Ret | 5   | Ret | 5   |     | 9       | 7º   |
| 1975    | 72E 72F    | Gold Leaf Team Lotus          | Ford Cosworth DFV 3.0 V8 | G    | Jacky Ickx         | 8   | 9   | 12  | 2   | 8   | Ret | 15  | Ret | Ret |     |     |     |     |     |     | 9       | 7º   |
| 1975    | 72E 72F    | Gold Leaf Team Lotus          | Ford Cosworth DFV 3.0 V8 | G    | Jim Crawford       |     |     |     |     |     |     |     |     |     | Ret |     |     | 13  |     |     | 9       | 7º   |
| 1975    | 72E 72F    | Gold Leaf Team Lotus          | Ford Cosworth DFV 3.0 V8 | G    | Brian Henton       |     |     |     |     |     |     |     |     |     | 16  |     | DNS |     | NC  |     | 9       | 7º   |
| 1975    | 72E 72F    | Gold Leaf Team Lotus          | Ford Cosworth DFV 3.0 V8 | G    | John Watson        |     |     |     |     |     |     |     |     |     |     | Ret |     |     |     |     | 9       | 7º   |
| 1975    | 72E 72F    | Team Gunston                  | Ford Cosworth DFV 3.0 V8 | G    | Guy Tunmer         |     |     | 11  |     |     |     |     |     |     |     |     |     |     |     |     | 9       | 7º   |
| 1975    | 72E 72F    | Team Gunston                  | Ford Cosworth DFV 3.0 V8 | G    | Eddie Keizan       |     |     | 13  |     |     |     |     |     |     |     |     |     |     |     |     | 9       | 7º   |
| Fuente: |            |                               |                          |      |                    |     |     |     |     |     |     |     |     |     |     |     |     |     |     |     |         |      |

- 1 14 puntos obtenidos con el Lotus 49.
- 2 3 puntos obtenidos con el Lotus 76.